# Diocesi di Sereddeli
La diocesi di Sereddeli (in latino: Dioecesis Sereddelitana) è una sede soppressa e sede titolare della Chiesa cattolica.

## Storia
Sereddeli, nell'odierna Algeria, è un'antica sede episcopale della provincia romana della Mauritania Cesariense.
Unico vescovo conosciuto di questa diocesi africana è Rogato, il cui nome appare al 92º posto nella lista dei vescovi della Mauritania Cesariense convocati a Cartagine dal re vandalo Unerico nel 484; Rogato, come tutti gli altri vescovi cattolici africani, fu condannato all'esilio.
Dal 1933 Sereddeli è annoverata tra le sedi vescovili titolari della Chiesa cattolica; dal 2 febbraio 2018 il vescovo titolare è Héctor López Alvarado, vescovo ausiliare di Guadalajara.

## Cronotassi

### Vescovi residenti
- Rogato † (menzionato nel 484)

### Vescovi titolari
- Amerigo Galbiati, P.I.M.E. † (22 marzo 1967 - 24 novembre 1979 deceduto)
- Fabio Betancur Tirado † (24 maggio 1982 - 29 marzo 1984 nominato vescovo di La Dorada-Guaduas)
- Gabriel Simo † (26 gennaio 1987 - 24 novembre 2017 deceduto)
- Héctor López Alvarado, dal 2 febbraio 2018